# Laches (dialog)
Laches (Λάχης) – dzieło filozoficzne Platona, należące do tak zwanych dialogów wczesnych typu maieutycznego, opatrzone podtytułem: „O odwadze” (περὶ ἀνδρείας).

## Przekłady
- Laches w tłumaczeniu Antoniego Bronikowskiego (1879)
- Laches w tłumaczeniu Stanisława Siedleckiego (1880)
- Laches w tłumaczeniu Władysława Witwickiego (1937)